# Legia Księstwa Warszawskiego
Legia Księstwa Warszawskiego – polska formacja wojskowa utworzona w dniu 3 marca 1812 roku na skutek przemianowania pułków pierwszej Legii Nadwiślańskiej z powodu jej przejścia do francuskiej młodej gwardii cesarskiej.
Trzy pułki Legii Księstwa Warszawskiego (1, 2 i 3) wzięły udział w wyprawie na Rosję, gdzie poniosły ogromne straty. Ponieważ 4 pułk przybył z Hiszpanii z opóźnieniem, nie wziął udziału w wyprawie.
Resztki Legii cofały się w kierunku Berlina w składzie IV Korpusu Eugeniusza Beauharnais. Później włączone zostały do VIII Korpusu księcia Józefa Poniatowskiego.